# Hornschuchia
Hornschuchia Nees – rodzaj roślin z rodziny flaszowcowatych (Annonaceae Juss.). Według The Plant List w obrębie tego rodzaju znajduje się 40 gatunków. Występuje endemicznie we wschodniej części Brazylii. Gatunkiem typowym jest H. bryotrophe Nees. 

## Morfologia
PokrójZimozielone drzewa i krzewy.
LiścieNaprzemianległe, pojedyncze, siedzące. Blaszka liściowa jest całobrzega.
KwiatyPromieniste, obupłciowe, pojedyncze lub zebrane w gęste pęczki, rozwijają się na szczytach pędów. Mają 3 zrośnięte działki kielicha. Płatków jest 6, ułożonych w dwóch okółkach, są wolne.
OwocePojedyncze mają kształt od kulistego do wrzecionowatego, zebrane po 1–3 w owoc zbiorowy. Są mniej lub bardziej popękane.

## Systematyka
Pozycja według APweb (aktualizowany system APG III z 2009)
Rodzaj wraz z całą rodziną flaszowcowatych w ramach rzędu magnoliowców wchodzi w skład jednej ze starszych linii rozwojowych okrytonasiennych określanych jako klad magnoliowych.
Lista gatunków
| - Hornschuchia alba (A.St.-Hil.) R.E.Fr. - Hornschuchia bryotrophe Nees - Hornschuchia cauliflora Maas & Setten - Hornschuchia citriodora D.M.Johnson - Hornschuchia leptandra D.M.Johnson | - Hornschuchia lianarum D.M.Johnson - Hornschuchia myrtillus Nees - Hornschuchia obliqua Maas & Setten - Hornschuchia polyantha Maas - Hornschuchia santosii D.M.Johnson |